# Levon Kirkland
Pour les articles homonymes, voir Kirkland.
(en) Statistiques sur pro-football-reference
Lorenzo Levon Kirkland, né le 17 février 1969 à Lamar, est un joueur américain de football américain.
Ce linebacker a joué pour les Steelers de Pittsburgh (1992–2000), les Seahawks de Seattle (2001) et les Eagles de Philadelphie (2002) en National Football League (NFL).